# UDRP
Die Uniform Domain-Name Dispute-Resolution Policy (UDRP) ist ein von der ICANN entwickeltes Schlichtungsverfahren zur Lösung von Domain-Streitigkeiten. Es wurde eingeführt, um eine einfache und kostengünstige Möglichkeit zur Lösung von Domainnamenstreitigkeiten zur Verfügung zu stellen. Ohne ein solches Verfahren wären viele Streitigkeiten Prozesse mit internationalem Charakter, da Kläger und Beklagter häufig in unterschiedlichen Ländern mit unterschiedlicher Gesetzgebung leben bzw. ihren Sitz haben.

## Geltungsbereich
Das UDRP-Verfahren findet zwingend auf Domainregistrierungen unter zahlreichen generischen Top-Level-Domains (gTLDs) Anwendung, darunter .biz, .com, .info, .name, .net, und .org. Daneben gibt es eine ganze Reihe von Ländern, die die UDRP identisch oder mit Änderungen für die eigene country-code Top-Level-Domainnamen (ccTLDs) übernommen haben, darunter:
- .ac (Ascension)
- .ae (Vereinigte Arabische Emirate)
- .ag (Antigua und Barbuda)
- .am (Armenien)
- .ao (Angola)
- .as (Amerikanisch-Samoa)
- .au (Australien)

- .bm (Bermuda)
- .bo (Bolivien)
- .br (Brasilien)
- .bs (Bahamas)
- .bz (Belize)

- .cc (Kokosinseln)
- .cd (Demokratische Republik Kongo)
- .ch (Schweiz)
- .co (Kolumbien)
- .cr (Costa Rica)
- .cy (Zypern)

- .de (Deutschland)[2]

- .dj (Dschibuti)
- .do (Dominikanische Republik)

- .ec (Ecuador)
- .es (Spanien)

- .fj (Fidschi)
- .fr (Frankreich) (Die WIPO hat die Anwendung des UDRP-Schiedsverfahrens für .fr-Domains aufgrund Änderungen des französischen Domainrechts zum 15. April 2011 ausgesetzt; bis zu einer Anpassung des UDRP-Schiedsverfahrens an die neue Gesetzeslage können Mediationsverfahren vor dem CMAP (Centre de Médiation et d'Arbitrage) durchgeführt werden[3])

- .gt (Guatemala)

- .hn (Honduras)

- .ie (Irland)
- .io (Britisches Territorium im Indischen Ozean)
- .ir (Iran)

- .ki (Kiribati)
- .ky (Kaimaninseln)

- .la (Laos)
- .lc (St. Lucia)
- .li (Liechtenstein)

- .ma (Marokko)
- .md (Moldawien)
- .me (Montenegro)
- .mp (Nördliche Marianen)
- .mw (Malawi)
- .mx (Mexiko)

- .na (Namibia)
- .nl (Niederlande)
- .nr (Nauru)
- .nu (Niue)

- .pa (Panama)
- .pe (Peru)
- .ph (Philippinen)
- .pk (Pakistan)
- .pl (Polen)
- .pn (Pitcairn)
- .pr (Puerto Rico)

- .re (Réunion)
- .ro (Rumänien)

- .sc (Seychellen)
- .sh (St. Helena)
- .sl (Sierra Leone)
- .so (Somalia)

- .tj (Tadschikistan)
- .tk (Tokelau)
- .tm (Turkmenistan)
- .tt (Trinidad und Tobago)
- .tv (Tuvalu)

- .ug (Uganda)

- .ve (Venezuela)

- .ws (Samoa)

## Grundzüge des Verfahrens
Wer eine Domain registriert, die diesem Verfahren angeschlossen ist, verpflichtet sich, keine Rechte von Dritten zu verletzen und im Streitfall am Schlichtungsverfahren mitzuwirken. Jeder, der sich in seinen Rechten verletzt fühlt, kann ein Schlichtungsverfahren einleiten. 
Die Schlichtung kann bei einer von vier verschiedenen, von der ICANN akkreditierten Organisationen erfolgen:
- der Schiedsstelle des WIPO[5][6]
- dem National Arbitration Forum[7]
- dem ADNDRC (Asian Domain Name Dispute Resolution Centre)[8]
- dem Czech Arbitration Court Arbitration Center for Internet Disputes.[9]

Für die "Verfahrensfähigkeit" ist es unerheblich, ob Kläger oder Beklagter Einzelpersonen oder Gesellschaften sind. 
Der Kläger muss folgende Punkte nachweisen:
- Der Domainname ist identisch mit oder zum Verwechseln ähnlich einer Marke des Klägers.
- Der Registrant (der Beklagte) hat keine Rechte und kein legitimes Interesse am Domainnamen.
- Der Registrant hat den Domainnamen in böser Absicht registriert und genutzt.

Legitimes Interesse kann der Beklagte wie folgt nachweisen:
- durch den Nachweis, dass er in gutem Glauben gehandelt hat;
- durch den Nachweis, dass er unter diesem Namen bereits bekannt war, selbst wenn ggf. kein Markenrecht besteht;
- durch den Nachweis, dass er legitimen, nichtkommerziellen Gebrauch von der Domain macht.

Böse Absicht wird unter anderem nach folgenden Gesichtspunkten überprüft:
- Umstände, die vermuten lassen, dass der Beklagte die Domain nur registriert hat, um sie dann gewinnbringend dem Kläger oder einem seiner Mitbewerber zu verkaufen oder zu vermieten (Cybersquatting).
- Prüfung, ob der Beklagte die Domain hat registrieren lassen, um den Kläger daran zu hindern, eine Domain unter seinem Markennamen zu registrieren.
- Prüfung, ob der Beklagte die Domain hat registrieren lassen, um die Geschäftstätigkeit des Klägers zu stören.
- Prüfung, ob der Beklagte absichtlich die Domain hat registrieren lassen, um eine Verwechslungsgefahr zwischen sich und dem Kläger herbeizuführen und so Leute auf seine Webseite oder ein anderes internetgestütztes Angebot umzulenken.

Eine unabhängige Schlichtungsperson entscheidet anschließend aufgrund der eingegangenen Stellungnahmen über das Verfahren. Sie kann dabei entscheiden, dass die Domain übertragen oder dass die Klage abgewiesen werde. Beide Parteien haben danach immer noch die Möglichkeit, ein ordentliches Gericht anzurufen.
Hat die Schlichtungsperson entschieden, dass die Domain übertragen werden solle, und leitet der Beklagte nicht innerhalb von zehn Tagen ein Verfahren an einem ordentlichen Gericht ein, so wird die Domain an den Kläger übertragen.
Bei der Schiedsstelle der WIPO belaufen sich die Kosten des Verfahrens je nach Anzahl der involvierten Domains und der eingeschalteten Schlichtungspersonen auf 1500 US$ bis zu 5000  US$, bei den übrigen Schiedsstellen liegen die Kosten etwas darunter.